# Jupiter et Antiope (van Dyck)
Jupiter et Antiope est un tableau du peintre flamand baroque Antoine van Dyck réalisé vers 1620.
Le jeune van Dyck était à peine âgé de 20 ans lorsqu'il entreprit cette peinture mythologique dans laquelle il représente la scène où Zeus découvrant Antiope endormie s'apprête à la séduire. Le dieu est accompagné d'un aigle, qui est son attribut habituel. Le peintre s'est inspiré d'une œuvre de Hendrik Goltzius appelée Vénus et l'amour épiés par un satyre réalisée en 1612, elle-même influencée par une gravure d'Annibale Carracci.

## Galerie

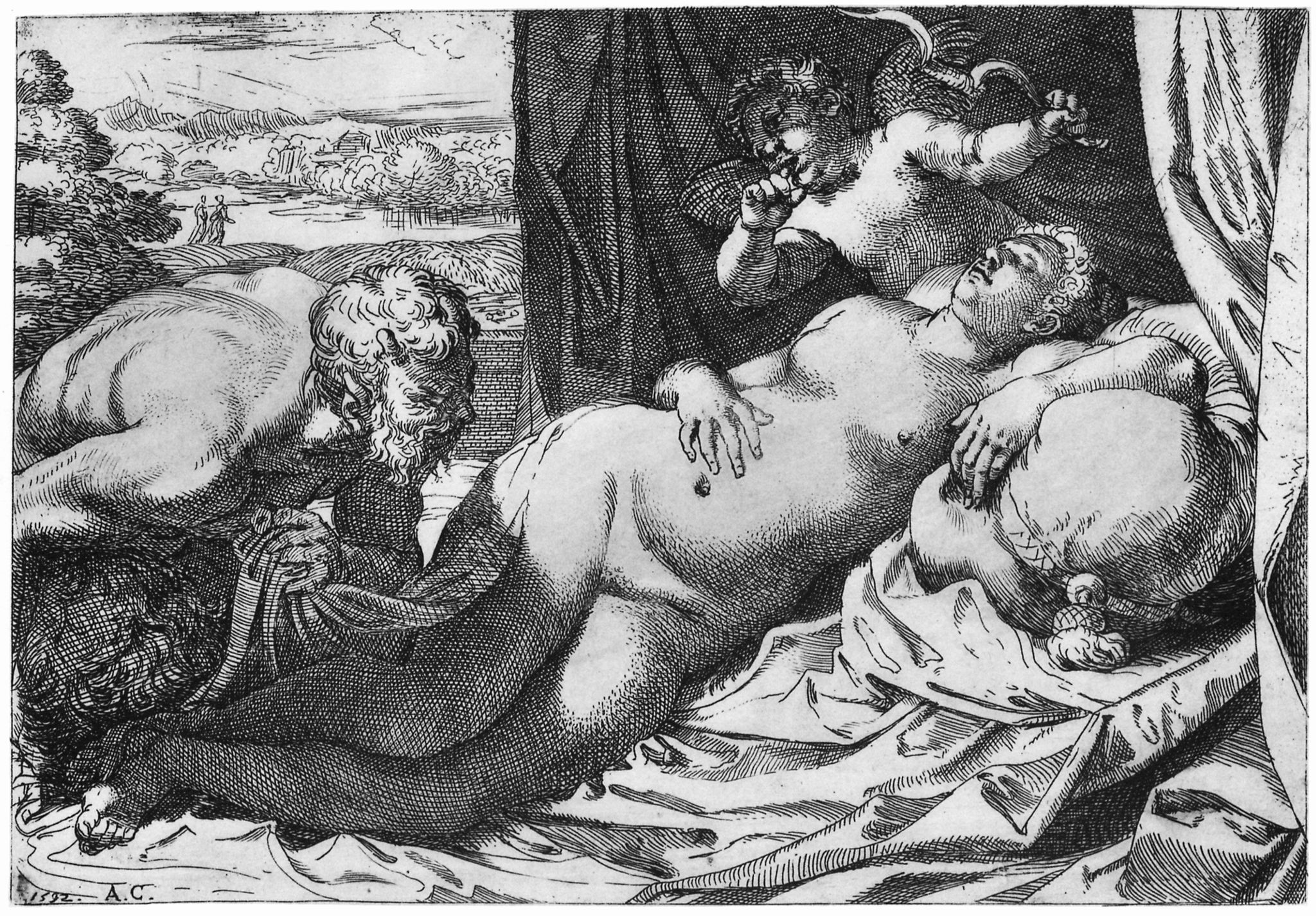
Annibale Carracci, Jupiter et Antiope (ou Vénus et un Satyre), 1592
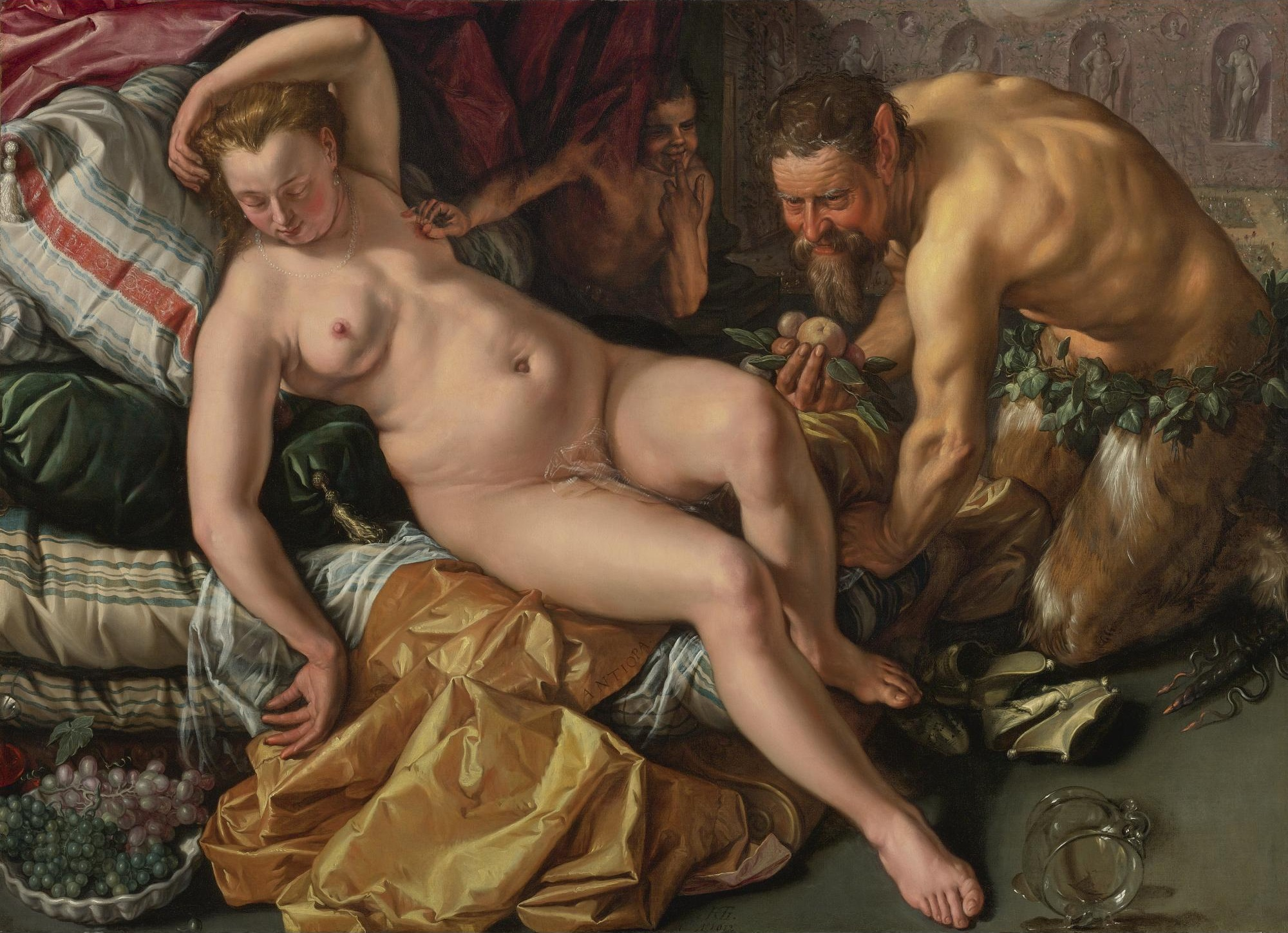
Hendrik Goltzius, Jupiter et Antiope, 1612, Londres, National Gallery